# Грегори, Пол
Пол Родерик Грегори (англ. Paul Roderick Gregory; род. 10 февраля 1941, Сан-Анджело, Техас) — американский экономист, профессор Хьюстонского университета, научный сотрудник Гуверовского института, исследователь Немецкого института экономических исследований в Берлине, специалист по экономической истории России и СССР.

## Биография
Получил степени бакалавра в 1963 и магистра в 1964 в Университете Оклахомы. В 1969 получил степень доктора философии по экономике в Гарвардском университете.
В 1969—1972 преподавал в Университете Оклахомы.
С 1972 профессор факультета экономики Хьюстонского университета, в 1982—1985 декан факультета экономики.
Соредактор (с Л. И. Бородкиным и О. В. Хлевнюком) книги «ГУЛАГ: Экономика принудительного труда». — М.: РОССПЭН, 2008.
По мотивам книги Грегори «Women of the Gulag» режиссёром и продюсером Марианной Яровской был снят документальный фильм «Женщины ГУЛАГа», включенный в финальный список премии «Оскар» в номинации «лучший документальный короткометражный фильм» (2019), Грегори является одним из продюсеров фильма.
Историк С. А. Нефёдов указывал, что вычисления, на которые опирался в своих трудах Грегори касательно потребления крестьян в дореволюционной России, содержат ошибки.
Женат. Сыновья — Миша и Андрей.

### Издания на русском языке
- Почему развалилась советская экономика // Вестник Европы, 2014, № 38-39.
- Грегори П., Харрисон М. Распределение в условиях диктатуры: исследование на базе архивного материала сталинской эпохи. // Экономическая история. Ежегодник. 2013. — М. : Политическая энциклопедия, 2014. — С. 251—330.
- Грегори П., Чжоу К. Как Китай выиграл, а Россия проиграла // Экономическая политика. — 2010. — № 1. — С. 106—121.
- Пол Грегори. Политическая экономия сталинизма = The Political Economy of Stalinism. — М.: РОССПЭН, 2008. — 400 с. — ISBN 978-5-8243-1013-9.
- Экономический рост Российской империи (конец XIX - начало XX в.) Новые подсчеты и оценки = Economic growght of the Russian Empire (end of XIX - beginning of XX century). New estimates and calculations / Пер. с англ. И. Кузнецова, А. и Н. Тихоновых. — М.: РОССПЭН, 2003. — 253 с.
- Ольсевич Ю., Грегори П. Плановая система в ретроспективе. Анализ и интервью с руководителями планирования СССР. — М.: Экономический факультет МГУ, ТЕИС, 2000. — 159 с.
- Экономическая история России: что мы о ней знаем и чего не знаем. Оценка экономиста // Экономическая история. Ежегодник, 2000. — М.: РОССПЭН, 2001. — С. 7—97.
- Поиск истины в исторических данных // Экономическая история. Ежегодник, 1999. — М.: РОССПЭН, 1999. — С. 471—500.
- Действительно ли реформы в России оказались столь неудачными? // Вопросы экономики. 1997. № 11.